# Hugh Exton
Hugh McClellan Exton (* 31. Oktober 1913 in Salt Lake City, Utah; † 23. April 1995 in Washington, D.C.) war ein Generalleutnant der United States Army. Er war unter anderem Kommandeur der 1. Kavalleriedivision und der 2. Infanteriedivision.

## Leben
Hugh Exton war ein Sohn von Charles Wesley Exton (1872–1964) und dessen Frau Rose Lee Walker McClellan (1889–1984). Der Vater hatte es in der Armee bis zum Oberst gebracht. Weitere Vorfahren hatten ebenfalls als Offiziere bei der Armee gedient.
In den Jahren 1931 bis 1935 durchlief Hugh Exton die United States Military Academy in West Point. Nach seiner Graduation wurde er als Leutnant der Feldartillerie zugeteilt. In der Armee durchlief er anschließend alle Offiziersränge vom Leutnant bis zum Drei-Sterne-General.
In seinen jüngeren Jahren absolvierte er den für Offiziere in den niederen Rangstufen üblichen Dienst in verschiedenen Einheiten und Standorten. Während des Zweiten Weltkriegs war er auf dem europäischen Kriegsschauplatz eingesetzt. Dabei kommandierte er unter anderem ein Bataillon der 2. Panzerdivision. Exton war unter anderem bei der Landung der Alliierten in der Normandie beteiligt.
Im Jahr 1945 war er für einige Zeit Stabsoffizier im Kriegsministerium. Danach absolvierte er das National War College. In den folgenden Jahren setze er seine Offizierslaufbahn fort. Er war unter anderem Dozent am Command and General Staff College und an der Militärakademie in West Point. Im Jahr 1961 kommandierte er, inzwischen im Rang eines Brigadegenerals, die Artillerie der 25. Infanteriedivision. Ein Jahr später war er angesichts der Kubakrise an Planungen für eine mögliche Invasion auf dieser Insel eingebunden.
Zwischen Oktober 1964 und Juni 1965 kommandierte Hugh Exton die in Südkorea stationierte 1. Kavalleriedivision. Danach hatte er in den Monaten Juli und August 1965 das Kommando über die 2. Infanteriedivision. Es folgte eine Versetzung nach Heidelberg zum Stab von USAREUR. Danach gehörte er für einige Zeit dem Stab des Verteidigungsministeriums an. Er beendete seine militärische Laufbahn als Drei-Sterne-General im Stab des Chief of Staff of the Army.

## Späte Jahre
Hugh Exton verbrachte seinen Lebensabend abwechselnd auf seiner Farm in Amissville in Virginia und Washington, D.C. Er war unter anderem Kurator beim Roten Kreuz im Rappahannock County. Der mit der im Jahr 1993 verstorbenen Marjorie Louise Grant verheiratete Offizier verstarb am 23. April 1995 und wurde auf dem amerikanischen Nationalfriedhof Arlington beigesetzt.

## Orden und Auszeichnungen
Hugh Exton erhielt im Lauf seiner militärischen Laufbahn unter anderem folgende Auszeichnungen:
- Army Distinguished Service Medal
- Silver Star
- Legion of Merit
- Bronze Star Medal
- Air Medal
- Purple Heart